# Georgij Aleksandrovič Jur'evskij
Altezza serenissima Georgij Aleksandrovič Jur'evskij, (in russo: Георгий Александрович Юрьевский) (San Pietroburgo, 12 maggio 1872 – Marburgo, 13 settembre 1913), era il figlio illegittimo di Alessandro II di Russia e della sua amante (e poi moglie) Ekaterina Michajlovna Dolgorukova.

## Biografia

### Primi anni
La madre di Georgij, Ekaterina Michajlovna Dolgorukova, incontrò lo zar Alessandro II quando visitò l'Istituto Smol'nyj nell'autunno del 1864. Divenne la sua amante nel luglio 1866, nonostante la resistenza iniziale.
La loro relazione provocò un grande scandalo a corte, con l'erede di Alessandro, lo zarevic Nikolaj, completamente ostile. Lo zar gli promise che l'avrebbe sposata non appena egli sarebbe stato "libero", cioè quando la moglie, la zarina Maria Alexandrovna, sarebbe morta.
Georgij nacque il 12 maggio 1872. Fu un parto difficile che quasi uccise sua madre. Alessandro aveva ordinato che, se le circostanze lo avessero richiesto, i medici avrebbero dovuto salvare Ekaterina e non il bambino. Dopo di lui nacquero altri tre figli.
Nel 1878 Alessandro conferì ai figli avuti di Ekaterina il nome di "Jur'evskij", iniziando a preferirli ai figli legittimi. Quando i gruppi rivoluzionari, come il movimento nichilista, aumentarono il loro potere, la "prima famiglia" dello zar, così come la principessa e i loro figli, vennero trasferiti al Palazzo d'Inverno per motivi di sicurezza, dove le loro camere erano, si dice, direttamente sopra a quella della zarina morente.

### Legittimazione
La zarina morì l'8 giugno 1880. Alessandro sposò Ekaterina un mese dopo in segreto, alla presenza di cinque testimoni, anche se nessuno apparteneva alla famiglia imperiale. Il matrimonio fu pesantemente criticato. Ekaterina prese il titolo di principessa Romanovskaja-Jur'evskija e lo status di Altezza Serenissima, per sé e per i suoi figli.
Tutti i bambini iniziarono ad usare il patronimico Aleksandovič (Aleksandovna per le ragazze), suscitando il timore che, nonostante lo stato morganatico del matrimonio, lo zar stesse contemplando di dar loro diritti dinastici. La nascita di Georgij aveva già causato preoccupazione tra la famiglia imperiale, perché era visto come una minaccia per il vero erede, che spesso aveva forti dissapori con il padre. Inoltre, sebbene l'ordine della successione fosse stabilito chiaramente in una legge del 1797, lo zar aveva ancora il potere di fare come voleva.
Ekaterina e Georgij fecero la loro prima apparizione ufficiale il 4 ottobre nel corso di una parata militare dei cosacchi, con Georgij che indossava un'uniforme da cosacco. Alessandro pregò il suo erede di accettare la sua nuova famiglia e lo presentò a Georgij come il suo "fratello maggiore". Dopo il matrimonio Alessandro si occupò della sicurezza finanziaria per la sua seconda famiglia e chiese allo zarevic di prendersi cura di loro quando sarebbe morto. Ekaterina e i loro figli cominciarono ad apparire alle cene ufficiali di famiglia, dove Georgij si divertiva a giocare con i bambini dello zarevic, per il dispiacere della moglie del futuro zar.
Ci sono prove che Alessandro si stesse preparando a incoronare la sua seconda moglie come zarina-consorte, così come Pietro il Grande aveva fatto con la moglie Marta Elena Skowrońska, che divenne Caterina I. In effetti, lo zar ordinò di ricercare delle testimonianze sul tema, al fine di valutare come avrebbe potuto essere l'incoronazione di Ekaterina.. Lo zarevic era così sconvolto da tali piani che minacciò di partire per la Danimarca con la sua famiglia, ma scelse di rimanere dopo che lo zar minacciò di sostituirlo con il fratellastro. Un altro rumor suggeriva che lo zar potesseabdicare, sotto la spinta della moglie, e andare a vivere con lei e i loro figli in Francia.

### La morte dello zar
Alessandro II morì il 13 marzo 1881, dopo essere andato a visitare la cugina, la granduchessa Ekaterina Michajlovna. Fu assassinato sulla strada che lo riportava al Palazzo d'Inverno.
La sua morte fermò tutti i piani per l'incoronazione di Ekaterina; alcuni la considerarono un caso fortuito, in quanto temevano che avrebbe causato danni permanenti alla monarchia.
Secondo le sue volontà, Alessandro II lasciò in eredità alla sua vedova la stessa somma che lasciò in eredità a ciascuno dei suoi figli del suo primo matrimonio. Nonostante la sua precedente opposizione, il figlio dello zar, ora Alessandro III, effettuò una visita ufficiale di condoglianze a Ekaterina e le diede un aiuto supplementare, nonché un piccolo palazzo, dove sarebbe andata a vivere dopo aver lasciato il Palazzo d'Inverno.
Georgij e la sua famiglia parteciparono ai funerali dello zar, ma vennero ignorati, per quanto possibile, dalla famiglia imperiale, fino a quando lo stesso Alessandro III si avvicinò alla vedova di suo padre e le parlò. La moglie, la zarina Maria Feodorovna, esitò ad avvicinarla. Dopo che ebbe abbracciato Ekaterina, tuttavia, entrambe si misero a piangere e Georgij e le sue sorelle baciarono la mano di Maria.
Dopo l'assassinio di suo padre, Georgij, insieme a sua madre e alle sorelle (il fratello Boris era morto l'anno in cui era nato), andò a vivere a Nizza. Studiò al Liceo Condorcet e si laureò presso l'Università della Sorbona. Il fratellastro, Alessandro III, non avrebbe permesso a Georgij di arruolarsi nell'esercito o vivere in Russia, ma a malincuore gli permise di entrare nella marina russa come guardiamarina.
Nicola II era più gentile nei confronti di Georgij e gli permise di tornare in Russia, dove venne trasferito dalla marina al reggimento degli Ussari. Si ritirò dopo pochi anni con il grado di capitano. Georgij divenne una figura di spicco nella società di San Pietroburgo e presso la corte imperiale.

## Matrimonio
Nel 1901 Georgij era descritto come "un uomo alto e piuttosto robusto di trent'anni", che in parte assomigliava a suo padre nello sguardo. L'11 febbraio 1900, a Nizza, sposò la contessa Alessandra von Zarnekau, descritta da alcuni come "una donna molto bella". Alessandra era figlia di Constantino di Oldenburg e di sua moglie, Agrafena Djaparidze, contessa von Zarnekau. L'unico membro della famiglia imperiale presente al loro matrimonio fu il granduca Michail Michajlovič Romanov, che era stato bandito a causa del suo matrimonio morganatico con la contessa Sophie von Merenberg, cognata della sorella di Georgij, Ol'ga.
Nicola II disapprovava l'unione, perché provava antipatia per i genitori di Alessandra, e di conseguenza la coppia abbandonò la loro residenza a San Pietroburgo e andò a vivere all'estero.
Dopo il loro matrimonio, la coppia risiedette in un palazzo di San Pietroburgo che era stato costruito dal granduca Konstantin Nikolaevič e acquistato da suo fratello, Alessandro II per la sua moglie morganatica; Ekaterina, a sua volta, lo donò al figlio. Georgij e Alessandra ebbero un figlio:
- Aleksandr Georg'evič Jur'evskij (21 dicembre 1900-29 febbraio 1988), sposò Ursule de Beer Grüneck ed ebbero un figlio, Hans-George (1961)[1].

Il matrimonio divenne infelice e Alessandra decise di chiedere lo scioglimento per motivi di "abbandono e maltrattamenti dal marito" e successivamente divorziò da lui nel 1909. Problemi finanziari erano un'altra spiegazione attribuita al loro divorzio. In seguito Alessandra si risposò.

### Morte
Dopo una lunga e incurabile malattia, Georgij morì il 13 settembre 1913 in un ospedale privato di Marburgo. Fu sepolto nella chiesa di Santa Elisabetta a Wiesbaden, in Assia.

## Ascendenza
|                                         |                                           |                                   | Genitori                                  |  |  | Nonni |  |  | Bisnonni          |  |  | Trisnonni            |  |
|                                         |                                           |                                   |                                           |  |  |       |  |  | Paolo I di Russia |  |  | Pietro III di Russia |  |
|                                         |                                           |                                   |                                           |  |  |       |  |  | Paolo I di Russia |  |  | Pietro III di Russia |  |
|                                         |                                           | Caterina II di Russia             |                                           |  |  |       |  |  | Paolo I di Russia |  |  |                      |  |
| Nicola I di Russia                      |                                           |                                   |                                           |  |  |       |  |  | Paolo I di Russia |  |  |                      |  |
|                                         |                                           | Sofia Dorotea di Württemberg      | Federico II Eugenio di Württemberg        |  |  |       |  |  |                   |  |  |                      |  |
|                                         |                                           | Sofia Dorotea di Württemberg      | Federico II Eugenio di Württemberg        |  |  |       |  |  |                   |  |  |                      |  |
|                                         |                                           | Sofia Dorotea di Württemberg      | Federica Dorotea di Brandeburgo-Schwedt   |  |  |       |  |  |                   |  |  |                      |  |
| Alessandro II di Russia                 |                                           | Sofia Dorotea di Württemberg      |                                           |  |  |       |  |  |                   |  |  |                      |  |
|                                         |                                           | Federico Guglielmo III di Prussia | Federico Guglielmo II di Prussia          |  |  |       |  |  |                   |  |  |                      |  |
|                                         |                                           | Federico Guglielmo III di Prussia | Federico Guglielmo II di Prussia          |  |  |       |  |  |                   |  |  |                      |  |
|                                         |                                           | Federico Guglielmo III di Prussia | Federica Luisa d'Assia-Darmstadt          |  |  |       |  |  |                   |  |  |                      |  |
| Carlotta di Prussia                     |                                           | Federico Guglielmo III di Prussia |                                           |  |  |       |  |  |                   |  |  |                      |  |
|                                         |                                           | Luisa di Meclemburgo-Strelitz     | Carlo II di Meclemburgo-Strelitz          |  |  |       |  |  |                   |  |  |                      |  |
|                                         |                                           | Luisa di Meclemburgo-Strelitz     | Carlo II di Meclemburgo-Strelitz          |  |  |       |  |  |                   |  |  |                      |  |
|                                         |                                           | Luisa di Meclemburgo-Strelitz     | Federica Carolina Luisa d'Assia-Darmstadt |  |  |       |  |  |                   |  |  |                      |  |
| Georgij Aleksandrovič Jur'evskij        |                                           | Luisa di Meclemburgo-Strelitz     |                                           |  |  |       |  |  |                   |  |  |                      |  |
|                                         | Principe Michajl Aleksandrovič Dolgorukov | Principe Aleksandr Dolgorukov     |                                           |  |  |       |  |  |                   |  |  |                      |  |
|                                         | Principe Michajl Aleksandrovič Dolgorukov | Principe Aleksandr Dolgorukov     |                                           |  |  |       |  |  |                   |  |  |                      |  |
|                                         | Principe Michajl Aleksandrovič Dolgorukov | Praskovja Kirillovna Matjuškina   |                                           |  |  |       |  |  |                   |  |  |                      |  |
| Principe Michajl Michajlovič Dolgorukov | Principe Michajl Aleksandrovič Dolgorukov |                                   |                                           |  |  |       |  |  |                   |  |  |                      |  |
|                                         |                                           | Elizaveta Petrovna Bakunina       | Pëtr Vasil'evič Bakunin                   |  |  |       |  |  |                   |  |  |                      |  |
|                                         |                                           | Elizaveta Petrovna Bakunina       | Pëtr Vasil'evič Bakunin                   |  |  |       |  |  |                   |  |  |                      |  |
|                                         |                                           | Elizaveta Petrovna Bakunina       | Anna Sergeevna Tatimjščeva                |  |  |       |  |  |                   |  |  |                      |  |
| Ekaterina Dolgorukova                   |                                           | Elizaveta Petrovna Bakunina       |                                           |  |  |       |  |  |                   |  |  |                      |  |
|                                         |                                           | Gavril Fëdorovič Višnevskij       | Fëdor Višnevskij                          |  |  |       |  |  |                   |  |  |                      |  |
|                                         |                                           | Gavril Fëdorovič Višnevskij       | Fëdor Višnevskij                          |  |  |       |  |  |                   |  |  |                      |  |
|                                         |                                           | Gavril Fëdorovič Višnevskij       | …                                         |  |  |       |  |  |                   |  |  |                      |  |
| Vera Gavrilovna Višnevskaja             |                                           | Gavril Fëdorovič Višnevskij       |                                           |  |  |       |  |  |                   |  |  |                      |  |
|                                         |                                           | …                                 | …                                         |  |  |       |  |  |                   |  |  |                      |  |
|                                         |                                           | …                                 | …                                         |  |  |       |  |  |                   |  |  |                      |  |
|                                         |                                           | …                                 | …                                         |  |  |       |  |  |                   |  |  |                      |  |
|                                         |                                           | …                                 |                                           |  |  |       |  |  |                   |  |  |                      |  |